# 戎生灵
戎生灵（1963年9月—），宁夏同心人，中华人民共和国政治人物。

## 生平
1980年，考入宁夏大学政治系政治教育专业。1984年12月加入中国共产党。毕业后担任宁夏大学政治系秘书。1986年，担任宁夏大学政治系经济学教研室副主任。1989年，担任宁夏回族自治区政府办公厅秘书。1997年，担任宁夏回族自治区地税局副局长。2003年，担任宁夏回族自治区政府研究室、发展研究中心党组副书记、副主任。2004年，担任宁夏回族自治区政府副秘书长，自治区政府研究室、发展研究中心主任、党组书记。2008年12月，担任宁夏回族自治区经委副主任、党组副书记。2009年1月，担任宁夏回族自治区经济和信息化委员会副主任。2017年，外逃美国。同年2月，涉嫌挪用公款罪，宁夏回族自治区人民检察院决定逮捕。2017年12月，因滞留美国且挪用公款在逃，被开除公职、开除党籍。